# Hyperafroneta obscura
Hyperafroneta obscura är en spindelart som beskrevs av A. David Blest 1979. Hyperafroneta obscura ingår i släktet Hyperafroneta och familjen täckvävarspindlar. Inga underarter finns listade i Catalogue of Life.